# Veldon Simpson
Veldon Simpson är en amerikansk arkitekt, känd för att ha designat hotellen Luxor, MGM Grand Hotel och Excalibur, Nevada, USA.